# Orgullo (pel·lícula)
Orgullo és una pel·lícula espanyola de 1955 dirigida per Manuel Mur Oti i protagonitzada pels actors brasilers Marisa Prado i Alberto Ruschel.

## Sinopsi
Dues famílies, els Mendoza i els Alzaga, són enfrontats durant generacions per l'aigua d'un riu que separa llurs terres. Laura Mendoza torna a casa després d'estudiar uns anys a París i s'enamora d'Enrique de Alzaga, el fill gran de l'altra família. Però quan són a punt de casar-se una sequera desperta les velles rancúnies i provoca l'enfrontament entre les dues famílies.

## Repartiment
- Xan das Bolas
- Eduardo Calvo - Fidel
- Arturo Castro 'Bigotón'
- Francisco de Cossío
- Beni Deus
- Enrique Diosdado - Don Enrique
- Félix Fernández - Obrero
- María Francés
- Matilde Guarnerio
- Rufino Inglés
- Cándida Losada - La madre
- Julián Muñoz
- Guillermo Méndez
- Fernando Nogueras - Ramón
- Nicolás D. Perchicot
- José María Prada
- Marisa Prado - Laura
- Domingo Rivas
- Alfonso Rojas
- Alberto Ruschel - Enrique Alzaga
- Luisa Sala
- Vicente Ávila

## Premis
Medalles del Cercle d'Escriptors Cinematogràfics
| Any  | Categoria                | Pel·lícula            | Resultat   |
| ---- | ------------------------ | --------------------- | ---------- |
| 1955 | Millor música            | Salvador Ruiz de Luna | Guanyador  |
| 1955 | Millor actriu estrangera | Marisa Prado          | Guanyadora |